# Никола Александров
Никола Александров е български общественик, 34-ти кмет на Бургас в периода 5 октомври 1913 – 15 юли 1915 година.

## Биография
Роден е на 1 януари 1860 година в Бургас. Сред основателите е на Търговско-житарското сдружение. В периода 1914 – 1918 година е председател на Бургаската търговско-индустриална камара.
Кмет е 3 пъти на град Бургас – в периодите 13 януари – 7 август 1895, 1899 – 1901 и 1913 – 1915 година. По време на първия му мандат съди държавата за нанесени щети на Морската градина заради строежа на пристанище.
В периода 1910 – 1935 е почетен консул на Нидерландия в България. Умира на 21 май 1935 година.